# ジョン・パンコウ
ジョン・パンコウ（John Pankow, 1954年4月28日 - ）は、アメリカ合衆国出身の俳優である。

## 出演作品

### テレビ
- 特捜刑事マイアミ・バイス
- LAW & ORDER
- あなたにムチュー（アイラ・バックマン）
- LAW & ORDER:クリミナル・インテント
- LAW & ORDER:LA
- マット・ルブランの元気か～い？ハリウッド!（マーク・ラピダス）
- グッド・ワイフ
- エレメンタリー　ホームズ＆ワトソン in NY
- LAW & ORDER:性犯罪特捜班
- シカゴ P.D.

### 映画
- 恋とニュースのつくり方
- ブライダル・ウォーズ
- 海辺の家
- 私の愛情の対象
- 刑事エデン/追跡者（レビン）
- イヤー・オブ・ザ・ガン
- 愛を殺さないで
- トーク・レディオ
- モンキー・シャイン
- ニューヨーク東8番街の奇跡
- 摩天楼はバラ色に
- L.A.大捜査線/狼たちの街